# Melica dendroides
Melica dendroides là một loài thực vật có hoa trong họ Hòa thảo. Loài này được Lehm. mô tả khoa học đầu tiên năm 1831.